# 10,5 cm Luftminenwerfer M.15
Il 10,5 cm Luftminenwerfer M.15 fu un mortaio medio tedesco utilizzato dall'Imperiale e regio esercito durante la prima guerra mondiale.

## Storia
Nel maggio 1915, la società tedesca Ehrhardt und Sehmer presentò alla commissione tecnica militare austro-ungarica (TMK) il 10,5 cm Luftminenwerfer M.15 che era già stato adottato dalla Germania, sparando proiettili da 6 kg. 25 di questi mortai furono ordinati nel luglio 1915 e dopo alcuni adattamenti vennero introdotti in prima linea nel marzo 1916.

## Tecnica
Era un mortaio a rinculo rigido, a caricamento ad avancarica su una base fissa che utilizzava aria compressa per spingere la bomba di mortaio verso il bersaglio; ogni bombola di aria compressa durava per quindici colpi. Un vantaggio notevole era che il mortaio, a differenza dei mortai convenzionali, non produceva troppo rumore, fumo e lampo di volata.